# Mobiluncus
Mobiluncus spp. – rodzaj Gram-dodatnich, beztlenowych, nieprzetrwalnikujących pałeczek. Historyczne pochodzenie nazwy wywodzi się ze słów mobilis (zdolny do ruchu/aktywny) i uncus (haczyk). Bakterie z tego rodzaju wyglądem przypominają drobnoustroje Gram-ujemne w barwieniu metodą Grama. Są zaliczane do Gram-dodatnich ze względu na charakterystyczną budowę ściany komórkowej bakterii gram-dodatnich, brak endotoksyny w ścianie komórkowej, wrażliwość na makrolidy (erytromycynę) oraz oporności na kolistynę.